# Kaliumhydrogencarbonat
Kaliumhydrogencarbonat ist ein Salz der Kohlensäure. Es zersetzt sich sehr schnell ab einer Temperatur von ca. 50 °C, wobei es Wasser und Kohlenstoffdioxid abspaltet. Dabei entsteht Kaliumcarbonat. Physiologisch gesehen gilt es als unbedenklich, es ist auch als Lebensmittelzusatzstoff E501 in Lebensmitteln enthalten.

## Verwendung
Kaliumhydrogencarbonat dient als Trennmittel und Säureregulator in Lebensmitteln. Weiter wird es als künstliches Backtriebmittel in Backpulver verwendet. Beim Backen treibt es den Kuchenteig, indem es sich durch Hitze nach folgender Gleichung durch Abspaltung von Wasser und Kohlenstoffdioxid in Kaliumcarbonat zersetzt.
{\displaystyle \mathrm {2\ KHCO_{3}\longrightarrow K_{2}CO_{3}+H_{2}O+CO_{2}\uparrow } }
Im konventionellen sowie im biologischen Anbau von Pflanzen wird Kaliumhydrogencarbonat als Pflanzenschutzmittel (Fungizid) verwendet.

## Herstellung
Kaliumhydrogencarbonat entsteht, wenn in eine Lösung von Kaliumcarbonat in Wasser Kohlenstoffdioxid eingeleitet wird:
{\displaystyle \mathrm {K_{2}CO_{3}+CO_{2}+H_{2}O\longrightarrow 2\ KHCO_{3}} }